# Sergio Galván Rey
Sergio Galván Rey (Concepción, 9 giugno 1973) è un ex calciatore argentino naturalizzato colombiano, di ruolo attaccante.

## Caratteristiche tecniche
Giocava come attaccante, e grazie alla sua abilità di finalizzare ha raggiunto la cifra di 211 reti nel campionato colombiano di calcio, a 6 reti dal capocannoniere Iván Valenciano; successivamente, nell'aprile 2010, lo ha completamente superato.

## Carriera

### Club
Iniziò a giocare nel Concepción Fútbol Club, passando anche per il settore giovanile e per la squadra riserve del Boca Juniors. Ricevette poi un'offerta dell'Once Caldas di Manizales nel 1994 e approda così in 1996 y llega a Colombia. Debutta con l'Once Caldas domenica 28 gennaio 1996, nella vittoria per 2-1 contro il Santa Fe. I suoi primi due gol li segnò domenica 3 marzo, quando l'Once Caldas sconfisse per 5-1 il Deportivo Pereira, e Galván Rey segnò ai minuti 28 e 45, battendo il portiere José Fernando Castañeda. Nel 1999 si laureò capocannoniere con 26 reti, e nel 2003, vinse il titolo con l'Once Caldas, battendo in finale il Junior, portando il club al titolo dopo 53 anni di digiuno.
Nel 2004 fu messo sotto contratto dal MetroStars, squadra della Major League Soccer statunitense. Nella prima metà del 2006, passò all'Atlético Nacional di Medellín, e nel 2007 vinse il titolo, vincendo anche il titolo di capocannoniere con 13 gol. Nel 2008 non giocò bene, tanto che il tecnico Gabriel Gómez lo lasciò per un periodo fuori dai titolari.

## Palmarès

### Club

#### Competizioni nazionali
- Campionato colombiano: 3

Once Caldas: Apertura 2003
Atlético Nacional: Apertura 2007, Finalización 2007

### Individuale
- Capocannoniere del campionato colombiano di calcio: 2

1999 (26 gol), Apertura 2007 (13 gol)